# Supercopa de Francia 2015
La Supercopa de Francia 2015 fue la 20.ª edición de la competición. El partido se jugó el 1 de agosto de 2015 en el Estadio Saputo de la ciudad de Montreal, Canadá. Participaron el París Saint-Germain como campeón de la Ligue 1 2014-15 y el Olympique de Lyon como subcampeón de la misma, al ser el PSG también campeón de la Copa de Francia 2014-15.
| París Saint-Germain |  | Bandera de Francia |  | Campeón de la Ligue 1 2014-15    |
| Olympique de Lyon   |  | Bandera de Francia |  | Subcampeón de la Ligue 1 2014-15 |

## Partido
| 16         | Guardameta     | Kevin Trapp        |     |
| 19         | Defensa        | Serge Aurier       |     |
| 2          | Defensa        | Thiago Silva       |     |
| 32         | Defensa        | David Luiz         |     |
| 17         | Defensa        | Maxwell            |     |
| 6          | Centrocampista | Marco Verratti     | 70' |
| 14         | Centrocampista | Blaise Matuidi     |     |
| 25         | Centrocampista | Adrien Rabiot      |     |
| 7          | Delantero      | Lucas Moura        | 82' |
| 9          | Delantero      | Edinson Cavani     | 65' |
| 10         | Delantero      | Zlatan Ibrahimović |     |
| Entrenador | Entrenador     | Laurent Blanc      |     |

| 1          | Guardameta     | Anthony Lopes       |     |
| 13         | Defensa        | Christophe Jallet   |     |
| 4          | Defensa        | Bakary Koné         |     |
| 23         | Defensa        | Samuel Umtiti       |     |
| 3          | Defensa        | Henri Bedimo        |     |
| 12         | Centrocampista | Jordan Ferri        | 78' |
| 21         | Centrocampista | Maxime Gonalons     |     |
| 24         | Centrocampista | Corentin Tolisso    |     |
| 25         | Delantero      | Yassine Benzia      | 67' |
| 10         | Delantero      | Alexandre Lacazette |     |
| 9          | Delantero      | Claudio Beauvue     |     |
| Entrenador | Entrenador     | Hubert Fournier     |     |

| 23 | Centrocampista | Jean-Kévin Augustin      | 65' |
| 8  | Centrocampista | Benjamin Stambouli       | 70' |
| 11 | Delantero      | Jean-Christophe Bahebeck | 82' |

| 19 | Centrocampista | Rachid Ghezzal   | 67' |
| 11 | Centrocampista | Steed Malbranque | 90' |

| Anotado | 11' | Serge Aurier   | 1-0 |
| Anotado | 17' | Edinson Cavani | 2-0 |

| Amonestado | 60' | Marco Verratti |
| Amonestado | 81' | David Luiz     |
|            |     |                |

|  |
|  |

|  |

| Expulsado | 18' | Maxime Gonalons |

| Árbitro             | Mathieu Bourdeau  |
| Árbitros asistentes | Daniel Belleau    |
| Árbitros asistentes | Richard Gamache   |
| Cuarto Árbitro      | Francis LaTulippe |

| 16         | Guardameta     | Kevin Trapp        |     |
| 19         | Defensa        | Serge Aurier       |     |
| 2          | Defensa        | Thiago Silva       |     |
| 32         | Defensa        | David Luiz         |     |
| 17         | Defensa        | Maxwell            |     |
| 6          | Centrocampista | Marco Verratti     | 70' |
| 14         | Centrocampista | Blaise Matuidi     |     |
| 25         | Centrocampista | Adrien Rabiot      |     |
| 7          | Delantero      | Lucas Moura        | 82' |
| 9          | Delantero      | Edinson Cavani     | 65' |
| 10         | Delantero      | Zlatan Ibrahimović |     |
| Entrenador | Entrenador     | Laurent Blanc      |     |

| 1          | Guardameta     | Anthony Lopes       |     |
| 13         | Defensa        | Christophe Jallet   |     |
| 4          | Defensa        | Bakary Koné         |     |
| 23         | Defensa        | Samuel Umtiti       |     |
| 3          | Defensa        | Henri Bedimo        |     |
| 12         | Centrocampista | Jordan Ferri        | 78' |
| 21         | Centrocampista | Maxime Gonalons     |     |
| 24         | Centrocampista | Corentin Tolisso    |     |
| 25         | Delantero      | Yassine Benzia      | 67' |
| 10         | Delantero      | Alexandre Lacazette |     |
| 9          | Delantero      | Claudio Beauvue     |     |
| Entrenador | Entrenador     | Hubert Fournier     |     |

| 23 | Centrocampista | Jean-Kévin Augustin      | 65' |
| 8  | Centrocampista | Benjamin Stambouli       | 70' |
| 11 | Delantero      | Jean-Christophe Bahebeck | 82' |

| 19 | Centrocampista | Rachid Ghezzal   | 67' |
| 11 | Centrocampista | Steed Malbranque | 90' |

| Anotado | 11' | Serge Aurier   | 1-0 |
| Anotado | 17' | Edinson Cavani | 2-0 |

| Amonestado | 60' | Marco Verratti |
| Amonestado | 81' | David Luiz     |
|            |     |                |

|  |
|  |

|  |

| Expulsado | 18' | Maxime Gonalons |

| Árbitro             | Mathieu Bourdeau  |
| Árbitros asistentes | Daniel Belleau    |
| Árbitros asistentes | Richard Gamache   |
| Cuarto Árbitro      | Francis LaTulippe |

| Bandera de Francia                    |
| Campeón París Saint-Germain 5º título |